# Leptostylus calcarius
Leptostylus calcarius là một loài bọ cánh cứng trong họ Cerambycidae.